# Houston Theater District

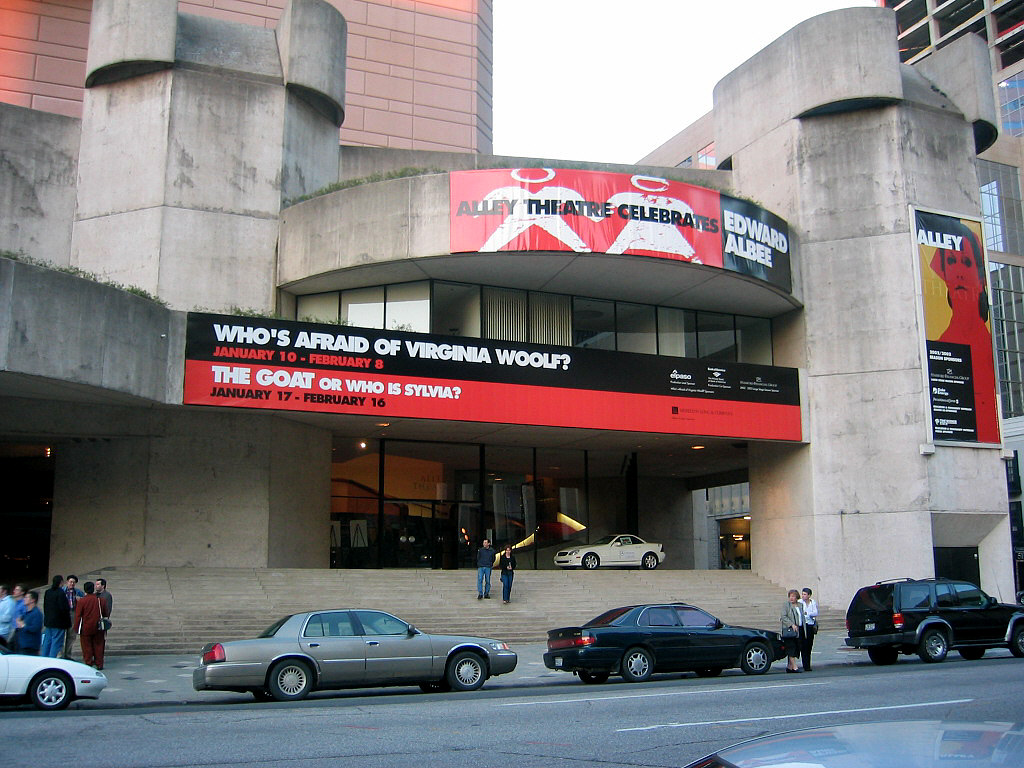
Lo Alley Theatre, situato in questo distretto.

Lo Houston Theater District è un quartiere di 17 isolati di Houston, negli Stati Uniti. È caratterizzato da un elevato numero di gallerie d'arte, centri di divertimento, ristoranti, cinema, piazze e parchi.
Esso costituisce il secondo quartiere di intrattenimento negli Stati Uniti dopo Broadway (New York). I suoi cinema e teatri hanno in totale 12.948 posti a sedere. Il quartiere attrae oltre due milioni di spettatori ogni anno